# Jessica Mitford
Jessica Lucy Freeman-Mitford (Burford, 11 september 1917 - Oakland, 23 juli 1996), beter bekend als Jessica Mitford, was een Brits-Amerikaanse schrijfster, communist en burgerrechtenactivist. Zij kwam uit een adellijke Britse familie maar brak al jong met haar geprivilegieerde achtergrond. In 1939 emigreerde ze naar Amerika, waar ze een bekende onderzoeksjournalist en schrijfster werd. Ze was enkele jaren actief lid van de Communistische Partij van de Verenigde Staten en haar leven lang zeer betrokken bij de burgerrechtenbeweging. Zij was een van de roemruchte Mitford Sisters.

## Jeugd en opvoeding
Jessica Mitford was het zesde en op een na jongste kind van David Freeman-Mitford, Baron Redesdale en zijn vrouw Sydney Bowles. Hoewel de familienaam officieel Freeman-Mitford is, werd in de praktijk door alle leden van de familie alleen de naam Mitford gebruikt. Zij groeide met haar vijf zusters en broer op in het geprivilegieerde milieu van de lagere Engelse adel. De dochters van het gezin trokken de aandacht door politiek activisme, tot de verbeelding sprekende privé-levens en als publicisten. Zij zijn sinds de jaren dertig in Groot-Brittannië collectief bekend als de Mitford Sisters.
Net als de meeste van haar zusters ging ze niet naar school, maar kreeg thuis les, eerst van haar moeder en later van een gouvernante. Zij heeft het haar ouders altijd verweten dat ze geen degelijk onderwijs heeft gehad. Ze vond haar familie en het sociale milieu waarin ze opgroeide beklemmend en opende toen ze twaalf was een spaarrekening, zodat ze later genoeg geld zou hebben om te kunnen weglopen. Op haar zestiende woonde ze een paar maanden in een pension in Parijs om goed Frans te leren. Ze wist daar regelmatig aan de aandacht van de pensionhoudster te ontsnappen en verkende dan samen met een vriendin de stad.

## Huwelijk en politiek engagement
In de jaren 30 begon Mitford zich te interesseren in het socialisme. Dit leidde tot spanningen in de familie omdat haar oudere zusters Diana en Unity met het fascisme sympathiseerden. In 1937 werd ze verliefd op haar achterneef Esmond Romilly, een neef van Clementine Churchill. Hij was net terug uit Spanje, waar hij als lid van de Internationale Brigades in de Burgeroorlog had gevochten. Hij was van plan om als journalist weer naar Spanje te gaan; Mitford sloot zich bij hem aan en samen verlieten ze heimelijk Engeland. Hoewel beide families een huwelijk probeerden te voorkomen trouwden Mitford en Romilly op 18 mei 1937 in het Franse Bayonne. Eenmaal terug in Engeland woonden ze in een arbeiderswijk in Oost-Londen en werden lid van de Labour Party. Hun eerste dochter stierf als baby tijdens een mazelenepidemie.
Na haar huwelijk verhardden Mitfords politieke standpunten en groeide haar weerzin tegen het milieu waaruit ze afkomstig was. De ideologische verschillen met haar familie werden steeds groter. Haar zuster Diana was inmiddels getrouwd met Oswald Mosley, de leider van de British Union of Fascists. Haar zuster Unity woonde in Duitsland, was een overtuigd nazi en een vriendin van Adolf Hitler. Ook haar broer Tom en haar moeder neigden naar het fascisme.

## Emigratie naar Amerika
Kort voor het uitbreken van de Tweede Wereldoorlog emigreerden Mitford en Romilly naar de Verenigde Staten waar hun tweede dochter werd geboren. Na omzwervingen -  in New York werkte Mitford in een kledingwinkel die gespecialiseerd was in de typisch Britse stof tweed en in Miami was haar man een tijd eigenaar van een bar - vestigden ze zich in Washington.
In 1940 meldde Romilly zich als vrijwilliger bij de Canadese luchtmacht; hij sneuvelde in november 1941. Mitford was erg verbitterd over zijn dood, wat ook zijn uitwerking had op de relatie met haar familie. Ze publiceerde in 1943 een open brief in de San Francisco Chronicle om te protesteren tegen de vrijlating van haar zuster Diana en haar zwager Oswald Mosley, die sinds het begin van de oorlog als potentiële collaborateurs door de Britse overheid waren geïnterneerd. In deze brief gaf ze aan hoe onrechtvaardig ze het vond dat de fascistische Mosleys in veiligheid van hun vrijheid zouden kunnen genieten, terwijl er zoveel mensen sneuvelden in de strijd tegen Nazi-Duitsland.

## Communisme en burgerrechtenbeweging
Na de dood van Romily werkte Mitford voor de Amerikaanse overheid. Ze hertrouwde in 1943 met de jurist Robert Treuhaft, die haar politieke overtuigingen deelde; zij verhuisden naar Californië en kregen twee zoons. In 1944 werd ze Amerikaans staatsburger en gaf haar Britse nationaliteit op. Datzelfde jaar werd ze lid van de Amerikaanse communistische partij. In verband met hun politieke activiteiten werden Mitford en Treuhaft tijdens het anticommunisme van de jaren vijftig als verdachte personen gezien en ondervraagd. Mitford beëindigde in 1958 haar lidmaatschap van de communistische partij. Zij deed dit uit onvrede met het beleid van de partij in Amerika, en niet als reactie op de onthullingen over de terreur in de Sovjet Unie onder Stalin of het neerslaan van de Hongaarse opstand. Ze bleef zichzelf als communist beschouwen, ook toen ze geen partijlid meer was. Samen met haar man was ze actief betrokken bij de opkomende burgerrechtenbeweging en zou dat haar leven lang blijven.
In 1955 kwam haar oudste zoon om het leven bij een verkeersongeluk. In haar memoires noemt Mitford hem niet; ook in brieven aan familieleden had ze het nooit meer over hem, zoals ze ook nooit meer over haar als baby overleden oudste dochter had gesproken.  

## Carrière als schrijfster en onderzoeksjournalist

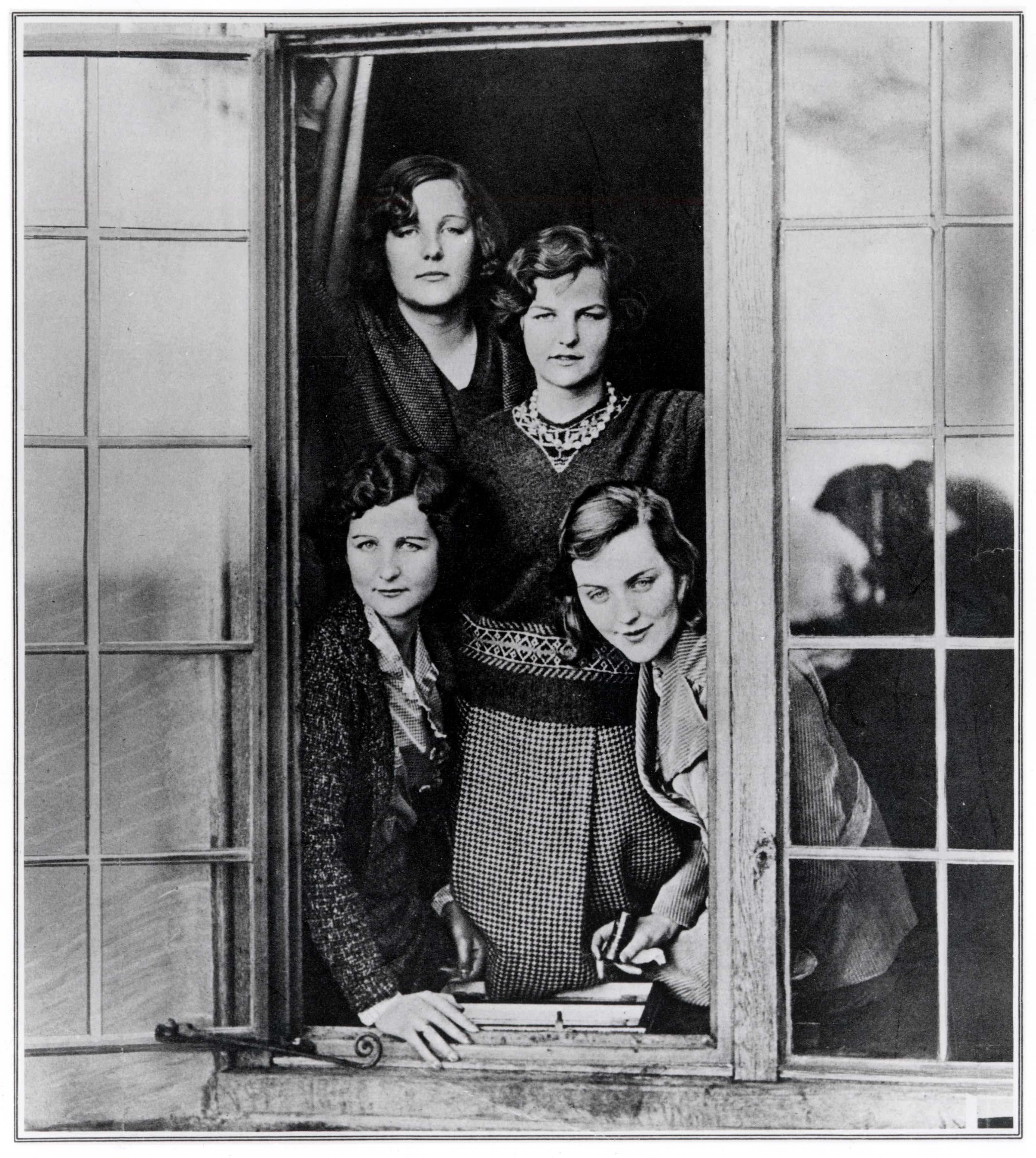
Jessica Mitford (rechtsboven), met haar zusters Diana (rechtsonder), Unity (linksboven) en Nancy (linksonder). 1932

In 1957 gaf Mitford in eigen beheer het essay Lifeitselfmanship uit, een satirische analyse van communistisch taalgebruik. In 1960 verscheen haar eerste boek Hons and Rebels, een kritische terugblik op haar jeugd. Haar oudste zuster Nancy had enkele jaren eerder ook een succesvolle roman geschreven over haar familie en opvoeding (Love in a cold climate, 1949); dit schetste echter een positiever beeld van de excentrieke adellijke familie.
Hons and Rebels werd een groot succes en Mitford ging zich volledig aan het schrijven wijden. Haar bekendste boek is The American Way of Death (1963), een onthulling van gewetenloze commerciële praktijken in de uitvaartindustrie. Hiermee vestigde ze haar reputatie als onderzoeksjournalist. Het weekblad Time noemde haar in 1970 'Queen of the muckrakers' (koningin van de schandaalzoekers). A fine old conflict (1977) bevat herinneringen aan haar tijd in de communistische partij.     
Mitford was een populaire gastdocent op Amerikaanse universiteiten en een bekende mediapersoonlijkheid. Ze bleef tot haar dood actief als schrijfster en spreekster. Vlak voor haar overlijden op 78-jarige leeftijd werkte ze nog aan een geactualiseerde versie van The American Way of Death, die postuum is uitgegeven.

## Relatie met familie
Vanaf eind jaren 50 kwam Mitford weer regelmatig in Engeland en onderhield ze ook contact met haar moeder en haar zusters Nancy, Pamela en Deborah. Haar enige broer Tom was tijdens de Tweede Wereldoorlog gesneuveld; haar zuster Unity stierf kort na de oorlog. Diana heeft ze nooit vergeven voor haar betrokkenheid bij het fascisme; ze zouden elkaar de rest van hun leven zo weinig mogelijk ontmoeten. Haar visie op haar jeugd en op de familie bleef altijd negatiever en kritischer dan die van haar zusters; dit leidde regelmatig tot meningsverschillen.
Een selectie van de correspondentie tussen de zusters Mitford, waaronder ook brieven van Jessica Mitford, is in 2007 gepubliceerd.

## De Mitfords
David Freeman-Mitford en zijn vrouw Sydney Bowles hadden zeven kinderen: zes dochters en een zoon. De dochters werden collectief bekend als de Mitford Sisters.
- Nancy Mitford (1904–1973) was schrijfster, biografe en journaliste. Zij is vooral bekend door haar satirische romans over het leven van de maatschappelijke elite en historische biografieën.
- Pamela Mitford (1907–1994) de enige dochter uit het gezin die een onopvallend leven leidde
- Thomas Mitford (1909–1945) sneuvelde in de laatste maanden van de Tweede Wereldoorlog in Birma
- Diana Mitford (1910–2003) veroorzaakte een schandaal door in 1933 haar echtgenoot te verlaten voor de Britse fascistenleider Oswald Mosley, met wie ze later trouwde. Ze schreef een aantal boeken.
- Unity Mitford (1914–1948) was een overtuigd nationaal socialist, een persoonlijke vriendin van Adolf Hitler en woonde enkele jaren in Duitsland.
- Jessica Mitford (1917–1996)
- Deborah Mitford (1920–2014) trouwde met de hertog van Devonshire en wist als een van de eersten in Engeland van een adellijk familielandgoed een succesvolle toeristische attractie te maken. Ze schreef een aantal boeken over het landgoed Chatsworth House.

De Mitford Sisters
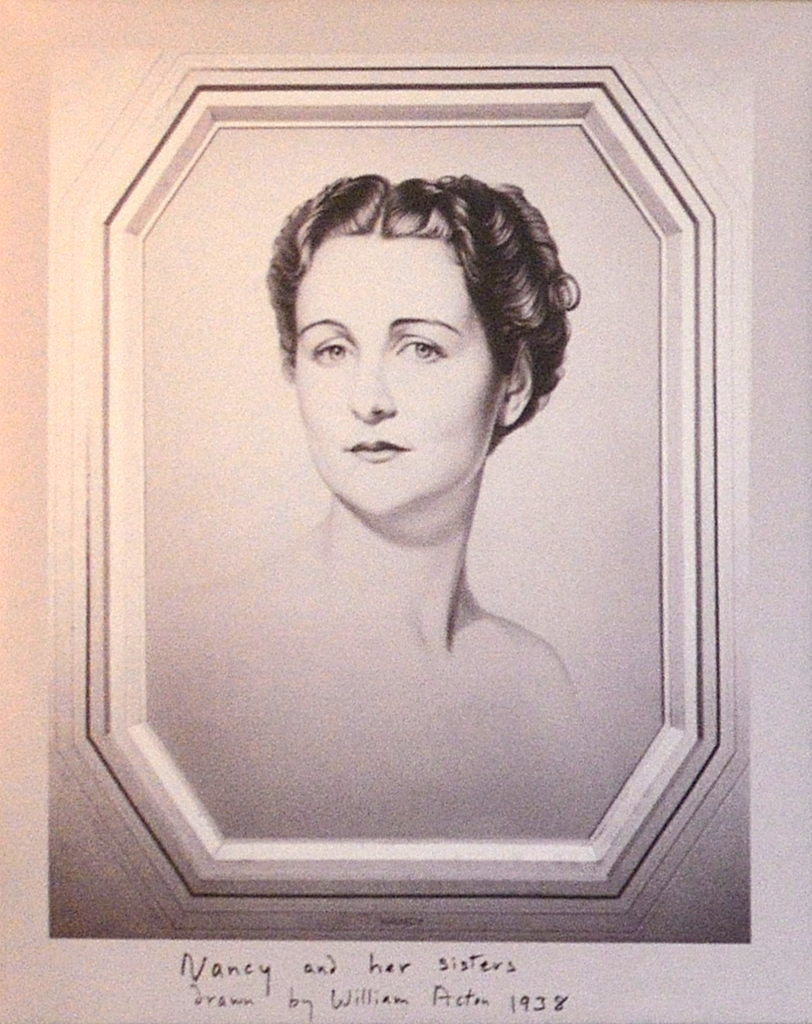
Nancy Mitford
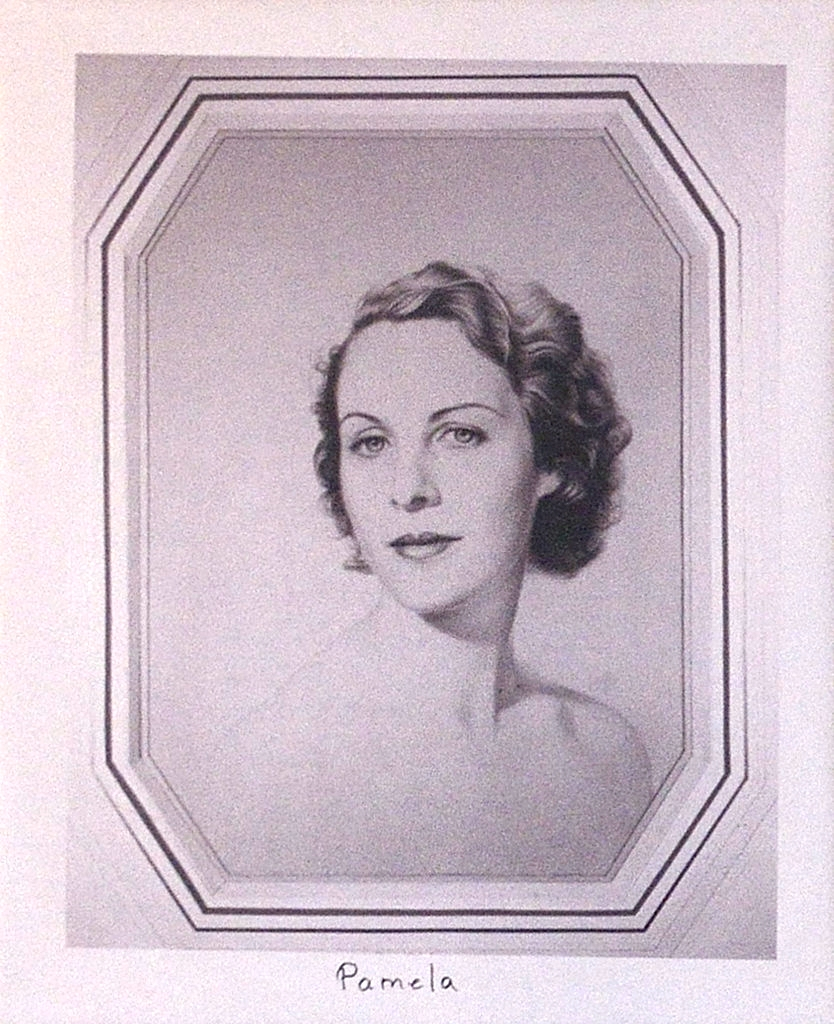
Pamela Mitford
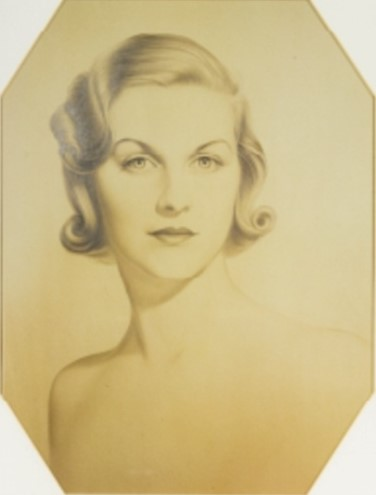
Diana Mitford
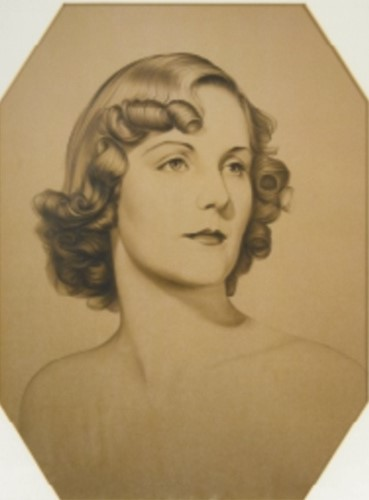
Unity Mitford
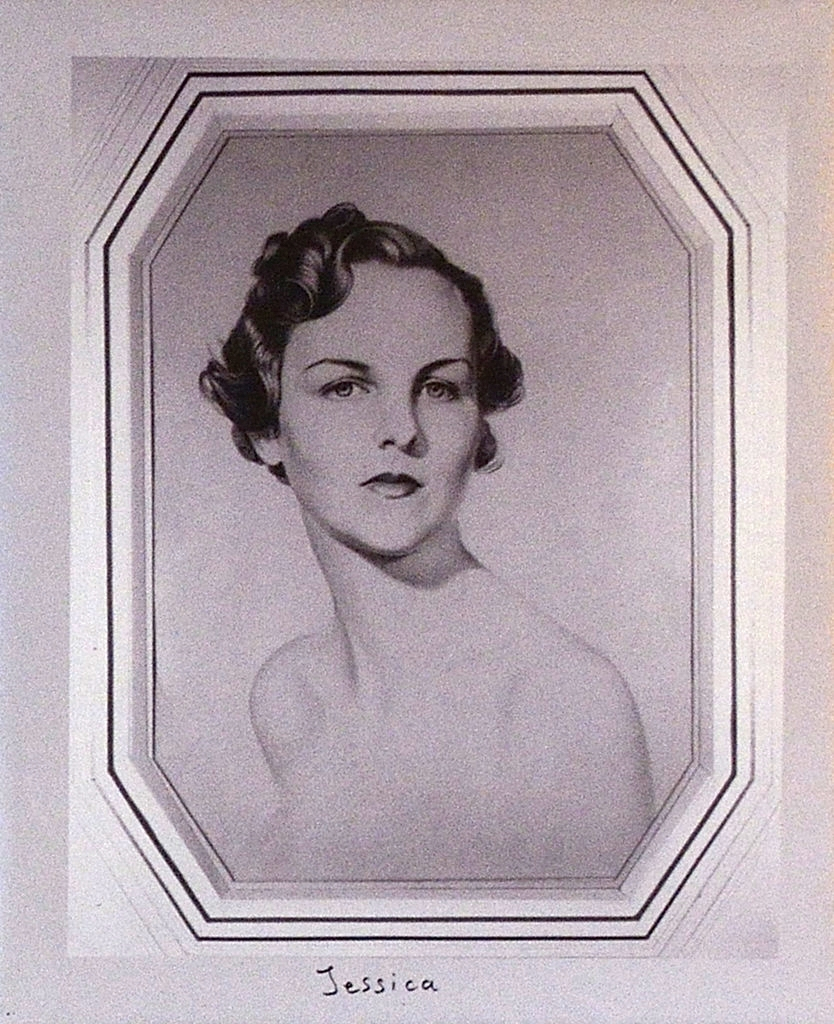
Jessica Mitford
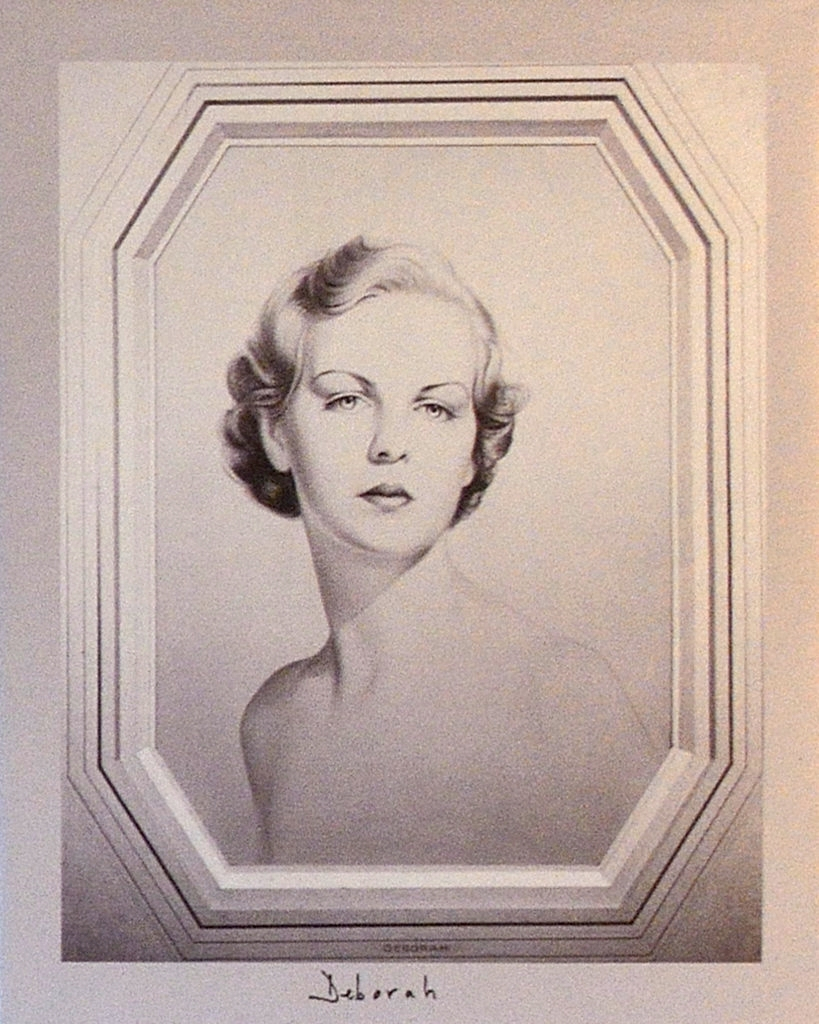
Deborah Mitford

## Wetenswaardigheden
- De schrijfster J.K. Rowling noemt Jessica Mitford de schrijver die zij het meest bewondert.[8]

## Externe bronnen
- Jessica Mitford geïnterviewd door Christopher Hitchens, 1988

## Publicaties
- Lifeitselfmanship (1957) - gepubliceerd onder de naam Decca Treuhaft, een combinatie van haar roepnaam en de naam van haar man. Voor alle latere publicaties hanteerde ze de auteursnaam Jessica Mitford.
- Hons and Rebels (1960)
- The American Way of Death (1963) (Nederlandse vertaling: Laatste eer naar laatste mode)
- The Trial of Dr Spock (1969),
- Kind and Usual Punishment (1974),
- The American Prison Business (1975),
- A fine old conflict (1977)
- Poison Penmanship: the gentle art of muckraking (1979),
- Faces of Philip: a memoir of Philip Toynbee (1984),
- Grace Had an English Heart: the story of Grace Darling (1988)
- The American Way of Birth (1992).
- The American Way of Death revisited (1998)
- The Mitfords: Letters Between Six Sisters (2007)

- Bibsys: 90225315
- Biblioteca Nacional de España: XX1265408
- Bibliothèque nationale de France: cb121829874 (data)
- Catàleg d'autoritats de noms i títols de Catalunya: 981058514909106706
- CiNii: DA01352706
- Gemeinsame Normdatei: 132476169
- International Standard Name Identifier: 0000 0001 1081 5148
- Library of Congress Control Number: n79114248
- MusicBrainz: f3a5b316-1c3d-4415-ba62-efbc21b9f5c0
- Bibliotheek van het Japanse parlement: 00524490
- Nationale Bibliotheek van Tsjechië: mub2015880515
- Nationale bibliotheek van Australië: 36093350
- Nationale Bibliotheek van Israël: 987007583225605171
- Nationale en Universitaire bibliotheek Zagreb: 000292944
- Nederlandse Thesaurus van Auteursnamen: 068416288
- Réseau des bibliothèques de Suisse occidentale: 02-A003599329
- Istituto Centrale per il Catalogo Unico: IEIV046703
- LIBRIS: 327205
- SNAC: w6ft8pz0
- Système universitaire de documentation: 030410843
- Trove: 1211110
- Virtual International Authority File: 108936233
- WorldCat: E39PBJjhF7PcHMWwXGJKDKdxXd